# أكي بورغ
أكي بروغ (بالسويدية: Åke Borg)‏ (18 أغسطس 1901 – 6 يونيو 1973) هو سبّاح سويدي راحل، مثّل بلاده في الألعاب الأولمبية الصيفية 1924.

## روابط خارجية
أكي بروغ على موقع الاتحاد الدولي للسباحة (الإنجليزية)
- أكي بروغ على موقع أوليمبيديا (الإنجليزية)
- أكي بروغ على موقع اللجنة الأولمبية السويدية (السويدية)